# Srednje egipatsko kraljevstvo
Srednje egipatsko kraljevstvo je razdoblje u povijesti drevnog Egipta od početka jedanaeste egipatske dinastije do kraja četrnaeste egipatske dinastije, otprilike između 1991. i 1648. pr. Kr.
Nakon prvog međurazdoblja grad Teba je postao središte kulta Ozirisa i ponovnog jačanja države. Stabilnost države osigurana je novim modelom nasljeđivanja vlasti: faraon bi postavio sina-nasljednika svojim suvladarom uvježbavajući ga za buduću državničku službu. Egipat je ponovno doživio procvat.
Razdoblje srednje države obilježeno je miroljubivom politikom i širenjem trgovačkih veza istočnim Mediteranom. Egipatska trgovačka predstavništva osnivana su u Palestini, Siriji, na Kreti i Cipru. 
Opće blagostanje u razdoblju srednje države odrazilo se i u kulturi i književnosti. Putovanja u daleke krajeve nadahnula su pripovjedaće, pa uz čuvenu pripovijest Sinuhe Egipćanin nastaje i niz drugih djela o velikim pustolovinama.

## Jedanaesta dinastija
Za početak jedanaeste dinastije obično se uzima vrijeme kada je faraon Mentuhotep II., tada nomarh Tebe (središte Gornjeg Egipta), porazio posljednjeg vladara desete egipatske dinastije kod Abida, te time završio prvi prijelazni period i ponovno ujedinio Egipat. Faraon Mentuhotep II. odaslao je lađe u nepoznatu zemlju Punt i one su se vratile natovarene začinima i tamjanom. 
Nakon vladavine Mentuhotepa III. i Mentuhotepa IV. (kojeg često izostavljaju s popisa faraona zbog kratke vladavine) završava jedanaesta dinastija i prelazi u glasovitu dvanaestu dinastiju. Neki stručnjaci ističu razlike u kulturi jedanaeste i dvanaeste egipatske dinastije i zato počinju Srednje kraljevstvo dvanaestom dinastijom.

## Dvanaesta dinastija
Prvi faraon dvanaeste dinastije bio je Amenemhat I., on je, prema nekim izvorima, ista osoba kao i Amenemhat, vezir Gornjeg Egipta pod vlašću Mentuhotepa IV., koji je vodio slavnu ekspediciju na obale Crvenog mora. To objašnjava gladak prelazak moći u kojem je Amenemhat lako preuzeo vlast nakon smrti Mentuhotepa IV. 
Amenemhat I. je izgradio novu prijestolnicu poznatu pod imenom Itjtawy, nije poznato gdje je taj grad bio smješten ali pretpostavlja se da je bio na lokaciji današnjeg el-Lishta, iako Manetho tvrdi da im je prijestolnica ostala u Tebi. Amenemhet je smirio nemire u Egiptu i smanjio prava nomarsima. Poznato je da je pokrenuo barem jedan vojnički pohod na Nubiju. God. 1962. pr. Kr. postavio je svog sina Senusreta I. kao svog suvladara. Kada je Amenemhata I. navodno ubio njegov tjelohranitelj, Senusret se vratio iz obrambenog rata s Libijom u Itjtawy da bi spriječio preuzimanje vlasti. To je dokazalo korist institucije suvladara jer je novi vladar time već stekao korisno iskustvo prije nego što je trebao i sam preuzeti vladanje državom. Sustav suvladara potrajao je kroz cijelu dvanaestu dinastiju i donio je veliku stabilnost.
Senusret I. (1971. pr. Kr. – 1926. pr. Kr.) nastavio je pokušaje svog oca da ponovno osvoji Nubiju i ostale teritorije koji su izgubljeni u prvom prijelaznom periodu. U njegovih 45 godina vladavine obuzdana je Libija, što je Egiptu osiguralo napredak i sigurnost.
Senusretov nasljednik Amenemhat II. (1929. pr. Kr. – 1895. pr. Kr.) vratio je nomarsima da svoj položaj stječu nasljeđivanjem (iako je time oslabio središnju vlast), uspostavio trgovinske veze s Nubijom i, čini se, vodio rat u Levantu. Senusret II. (1897.p.K. – 1878.p.K.) poboljšao je trgovinske veze s Nubijom, Palestinom i Levantom.
Njegov nasljednik Senusret III. ili Sezostris III. (1878. – 1839. pr. Kr.) bio je kralj-ratnik koji često i sam sudjelovao u bitkama. Prekinuo je razdoblje mirnog širenja egipatskog utjecaja i krenuo je u osvajačke pohode na Nubiju i Palestinu. Dao je izgraditi niz velikih utvrda da bi odredio granice između Egipta i još neosvojenog teritorija. Izgradio je i hram u Abidu koji je uništen ali se i na njegovim ostacima vidi visoka kvaliteta ukrasa. No možda najveće njegovo građevinski poduhvat je sustav kanala koji je spajao Nil s Crvenim morem, tzv. "Drevni Sueski kanal". Radi čvršće kontrole nad državom proveo je upravnu reformu kojom je ukinuo službu nomarha, a na njihovo mjesto postavio kao činovnike sposobne pučane - obrtnike i trgovce.Proglašen je božanstvom pri kraju Srednje države, a obožavali su ga faraoni Novog kraljevstva. Predao je krunu svome sinu, ali je ostao stariji suvladar. 
Amenemhat III. (1860. pr. Kr. – 1815. pr. Kr.) bio je posljednji veliki faraon Srednjeg kraljevstva. Egipatsko stanovništvo počelo je prerastati razine proizvodnje hrane i Amenemhat III. je naredio eksploataciju Fajuma te pojačano rudarenje u Sinajskoj pustinji. Ponovno je ukinuo nasljedno pravo nomarha, i pozvao je naseljenike iz Azije da rade na egipatskim spomenicima. U Dašuru podigao je svoju slavnu Crnu piramidu, no nije ju dovršio, te je napravio fantastičan grobni hram s piramidom u Hauari kod Fajuma. No, pri kraju njegove vladavine počele su podbacivati godišnje poplave, a njegov nasljednik Amenemhat IV. je vladao samo 9 godina (1816. pr. Kr. – 1807. pr. Kr.) prije svoje preuranjene smrti.
Sestra Amenemhata IV. kratko je vladala kao kraljica Sobekneferu (1807. pr. Kr. – 1803. pr. Kr.). Budući kako nije imala nasljednika, dvanaesta dinastija naglo je završila, a s njome i zlatno doba Srednjeg kraljevstva.
Trinaesta i četrnaesta dinastija označile su spori pad Egipta u Drugi prijelazni period u kojem će neki od doseljenika koji su stigli iz Azije za vrijeme Amenemhata III. preuzeti vlast pod imenom Hiksi.

## Poveznice
- Umjetnost drevnog Egipta